# Nika Mišković
Nika Mišković (Rijeka, 17. prosinca 1987.) je hrvatska kazališna, televizijska i filmska glumica.

## Filmografija

### Kazališne uloge
- 2008. Petar Zoranić/Marin Držić: Glasi iz Planina, režija: Rene Medvešek, Dubrovačke ljetne igre/ZKM
- 2009. Friedrich Schiller: Maria Stuart, režija: Mladen Vukić, KUFER, Zagreb
- 2010. Jelena Kovačić/Anica Tomić: Ana i Mia, režija: Anica Tomić, Mala scena
- 2010. Olja Lozica: Reces i Ja, režija: Olja Lozica, KUFER/Teatar Exit
- 2011. Hans Christian Andersen: Crvene cipelice, režija: Dubravka Crnojević-Carić, GK Žar ptica, Zagreb
- 2012. Damir Trajčević: Punoglafka, režija: Mario Kovač, KNAP, Zagreb
- 2013. Pristajanje, koncept: Aleksandra Stojaković, Nataša Antulov, Drugo more/Perforacije festival, Rijeka
- 2013. Alexandre Dumas: Tri mušketira, režija: Kokan Mladenović, HNK Ivana pl. Zajca, Rijeka

### Filmske uloge
- "Kako je Iva otišla 16. rujna 2016." kao Iva (2016.)
- "Sanjala si da si sretna" kao casting direktorica (2015.)
- "Šuti" kao Ines (2013.)
- "Tvornica u gradnji" kao Nika Mišković (2012.)
- "Ljudožder vegetarijanac" kao Olja Jemljanjenko (2012.)
- "Fleke" kao Irena (2011.)

### Televizijske uloge
- "Brak je mrak" (2012.)
- "Nedjeljom ujutro, subotom navečer" kao Jadranka (2012.)

## Nagrade
- 2010. Nagrada ASSITEJ-a (Susret profesionalnih kazališta za djecu i mlade HC Assitej) za ulogu u predstavi Ana i Mia.
- 2010. Nagrada hrvatskog glumišta (HDDU) za najbolju žensku ulogu u lutkarskim predstavama ili predstvama za djecu i mladež za ulogu u predstavi Ana i Mia.
- 2011. Mali Marulić (Festival hrvatske drame za djecu) za ulogu u predstavi Ana i Mia.
- 2011. Nagrada za najbolju žensku ulogu (Dječji kazališni festival Pozorište Zvezdarište, Beograd) za ulogu u predstavi Ana i Mia.
- 2011. Zlatna Žar ptica (Naj, naj, naj festival) za glavnu žensku ulogu u predstavi Ana i Mia.